# Elwetritsch

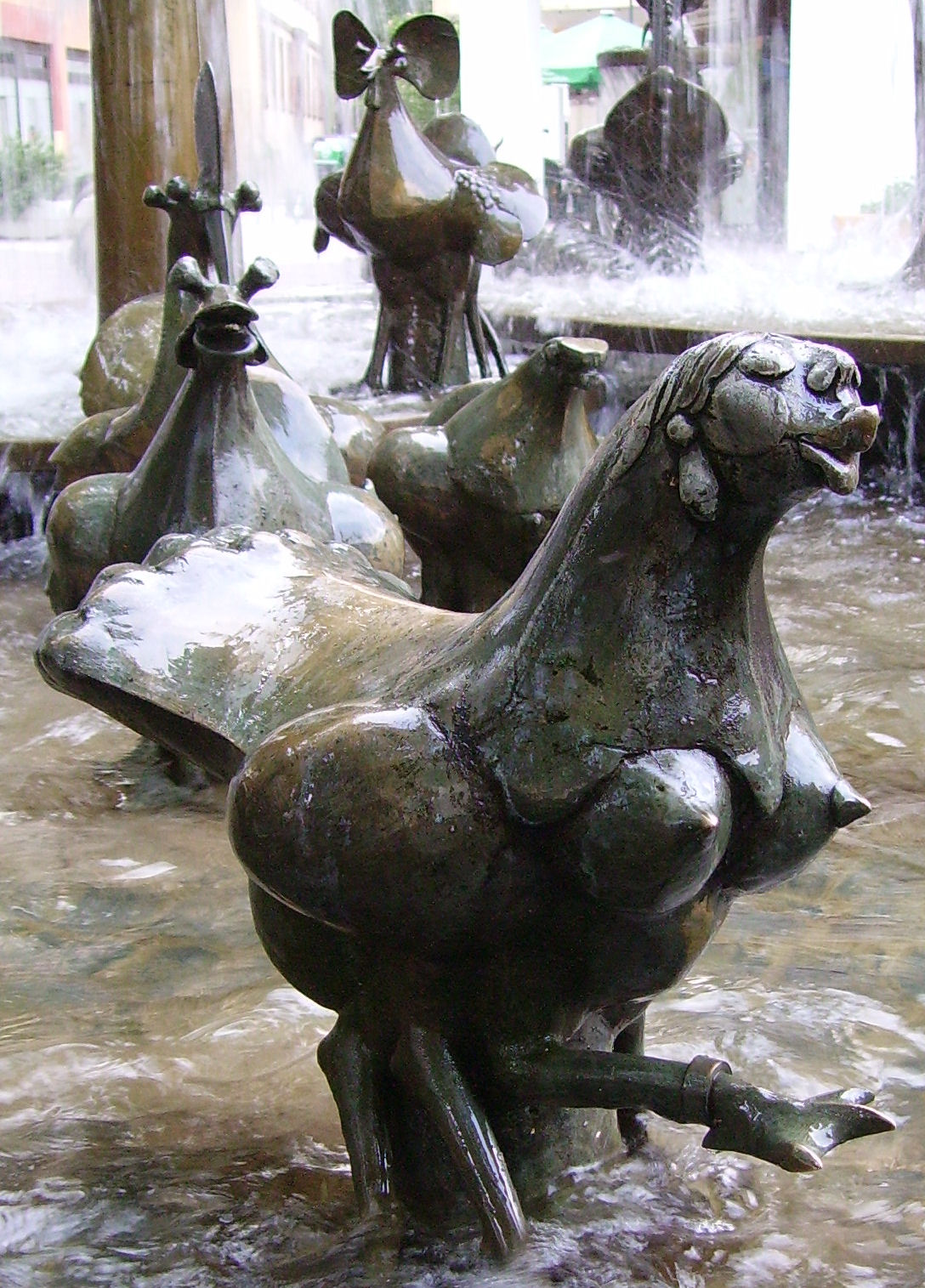
Een elwetritsch-beeld van de Elwetritschen-Brunnen in Neustadt an der Weinstraße

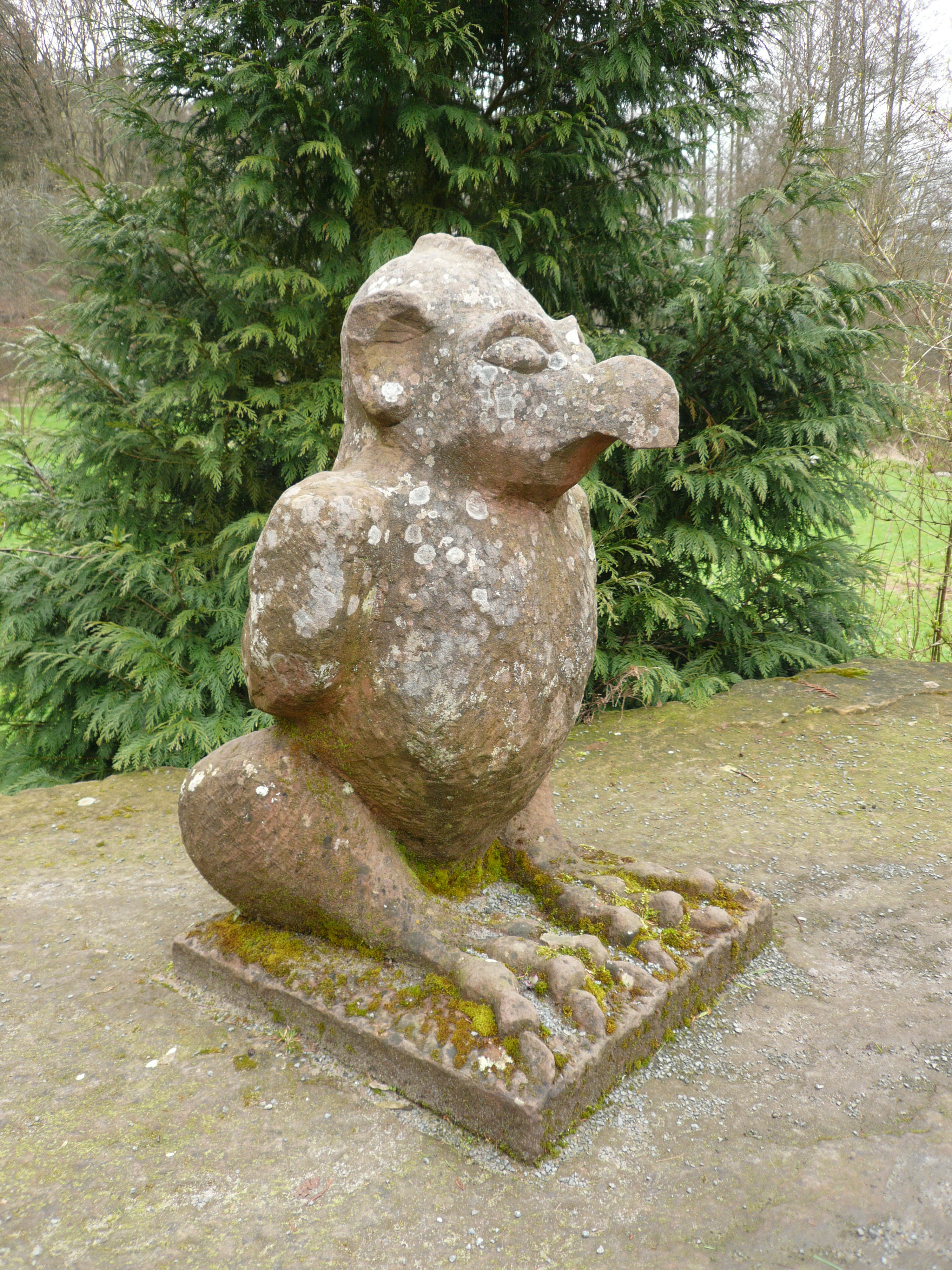
Elwetritsch

De elwetritsch (Latijn: Bestialis palatinensis) is een vogelachtig fabeldier, waarover in het zuidwesten van Duitsland verhalen gaan, voornamelijk in de Palts.

## Verspreidingsgebied
Verhalen over de elwetritsch komen voornamelijk uit de Südliche Weinstraße, het Pfälzer Wald, maar ook uit de Rijnvallei rond Speyer en Ludwigshafen am Rhein, zelfs tot in het Zuidhessische Odenwald.
De elwetritsch is vooral bekend rond Neustadt an der Weinstraße, waar de Elwetritschen-Brunnen (fontein) van kunstenaar Gernot Rumpf staat. Naast Neustadt eisen ook Dahn (eveneens met een Elwetritschen-fontein, van Richard Lenhard), Erfweiler en nog een paar andere gemeentes de eer op de 'hoofdstad' van het fabeldier te zijn.

## Naam

### Varianten
'Elwetritsch' is de meest gangbare schrijfwijze voor de naam van dit sprookjeswezen. Ook 'elwetrittsch' wordt veel gebruikt. Daarnaast vindt men vele, eerder zeldzaam voorkomende varianten zoals
'elwedrittsch', 'elbe-', 'elfe-', 'ilbe-' en 'ilwetritsch', al dan niet met 't' of 'd' in het midden, en met een of twee t's op het einde geschreven.

### Etymologie
Het eerste gedeelte van de naam verwijst naar de elfen uit de Germaanse mythologie. Over het tweede deel van het woord (tritsch of dritsch) bestaat geen wetenschappelijke eensgezindheid.

## Oorsprong
Volgens de overlevering zou vele honderden jaren geleden een groepje kippen, eenden en ganzen tijdens een heftig onweer verdwaald zijn in het Pfälzer Wald. Toen ze na lang zoeken de weg niet meer terugvonden besloten ze, samen met elfen, kobolden, raven en nog vele andere dieren, een nieuwe familie te stichten.

## Beschrijving

### Uiterlijk
In de streek van de verhalen vindt men allerhande afbeeldingen op kunstwerken zoals tekeningen, schilderijen en standbeelden, die gebaseerd zijn op de beschrijvingen.
Elwetritschen verschillen onderling sterk, maar zien er bijna altijd uit als hoendervogels. Meestal zijn de vleugels onderontwikkeld. Soms hebben ze een klein gewei, maar het komt ook voor dat ze menselijke elementen in hun uiterlijk meedragen. Zo zijn sommige (vrouwelijke) exemplaren rijkelijk van borsten voorzien. Meestal hebben ze twee poten, maar vier, zes of acht komt ook voor.
Biologisch zou het dier tot de familie van de Ruigpoothoenders (tetraonidae), geslacht tritschen behoren.

### Tritschologie

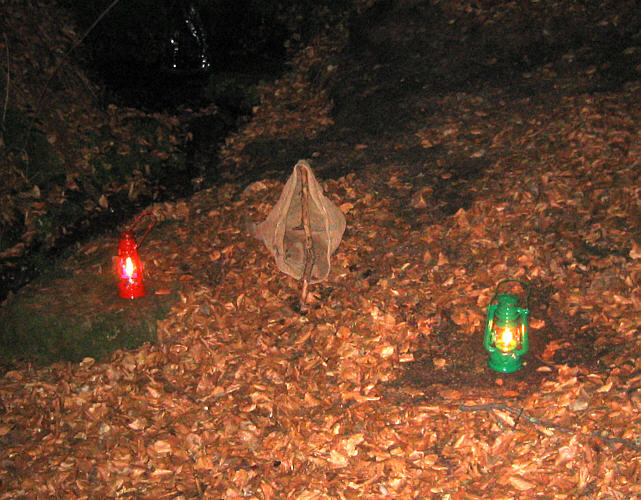
Nachtelijke vangmethode voor de Elwetritsch.

In het verspreidingsgebied van de elwetritschen wordt deze niet alleen binnen het kader van vertelkunst en volkskunde wetenschappelijk onderzocht. Als een soort wetenschappelijke grap wordt het dier door echte wetenschappers zoölogisch en natuurwetenschappelijk onderzocht. Een heus team, onder leiding van de landbouwbioloog Dr. Stephan Dreyer uit Neustadt, probeert het bestaan van de kruising wetenschappelijk te onderbouwen, en gaat zelf zover te beweren dat er ook nog andere kruisingen, bijvoorbeeld met vissen, kruipdieren en zelfs zoogdieren voorkomen. Zo zou in Otterstadt bij Speyer een exemplaar gezien zijn dat een kruising tussen een otter en een elwetritsch is. Hierop liet de gemeente Otterstadt in 2004 door Gernot Rumpf (die de Elewetritschebron van Neustadt ontworpen heeft) een 'Otterdrittschebron' bouwen.
Deze kruisingen met niet-vogels stelt natuurlijk ook de classificatie van de tritschen als vogel in vraag.
Sommige wetenschappers zien ook een verbinding met de in Beieren voorkomende Wolperting, maar ook dit kon nog niet onderbouwd worden.

### Economie
Elwetritschen spelen een belangrijke rol in de lokale toerisme-economie.
Afbeeldingen van de dieren (hout, stof, keramiek) zijn populair als souvenirs. Ze komen voor op postkaarten in het werk van lokale kunstenaars. Een belangrijk deel van het werk van Armin Hott heeft de vogel als thema.
De elwetritschebronnen van Neustadt en Dahn zijn toeristische trekpleisters, een of ander herberg heet wel 'Zum Elwetritsch', en enkele
restaurants bieden een 'Elwetritschen-menu' of 'Elwetritschen-schotel' (vaak voor kinderen) aan.
Enkele wijnboeren branden ook een 'Elwetritschen-Schnaps' of proberen hun wijn als 'Elwetritschen-Wein" te slijten.
Men vindt ook gebak dat "Elwetritschen-Eier" noemt.
Ook de elwetritschen-jacht staat op het "toeristische streekmenu".
De dieren kan men, zo de traditie, best jagen bij nieuwe maan. Hiervoor heeft men
een jutten aardappelzak ("Grumbeersack"), een knuppel en een olielamp (Stalllampe) nodig.
Drijvers schrikken, door luid "tritsch, tritsch"-geschreeuw en door met de knuppels op
bomen en wijnbergpalen te slaan, de elwetritschen op, zodat deze dan naar de olielampen, en (hopelijk) in de zak van de wachtende jagers lopen.
Daar men dieren zich echter heel moeilijk laten vangen moeten de jagers en drijvers zich meestal vertroosten met lokale culinaire specialiteiten en de nodige hoeveelheid wijn en schnaps.
Wordt een exemplaar gevangen, dan gebiedt de elwtritschenjacht-erecode, waaraan iedereen zich houdt, het dier onmiddellijk weer vrij te laten.
Vroeger werden de dieren ter plaatse gedood (door de nek twee keer om 360 graad te draaien) en ter plaatse opgegeten.
Het vlees ervan zou zo goed smaken dat niemand de onmiddellijke consumptie kon weerstaan
(dat is ook de reden waarom er nog geen wetenschappelijk onderzoek op een dier kon verricht worden).
Er wordt ook verteld dat het gebruik van een paar 'Schoppen Wein' (een schoppen = 0,5 l) voor de jacht zich positief zou uitwerken op de kans om een dier te zien.
Enerzijds zou de vermenging van bloed en wijn de menselijke geur (die het dier schuwt) onderdrukken, anderzijds zou hierdoor het waarnemingsvermogen niet meer zo sterk door logisch denken beperkt worden.
Dit is echter nog niet wetenschappelijk of statistisch onderbouwd. 

### Cultuur
Elwetritschen spelen ook hun rol in het verenigings- en sportleven.
Zo is er in Flomersheim, een deelgemeente van Frankenthal, een
jaarlijks voetbaltornooi met elwetritsch-wisselbeker (ontworpen door de lokale keramiek-kunstenaar en dialect-dichter Walter Rupp.
In verschillende steden en gemeenten in de Palts bestaan er kultuurverenigingen die zich voor het voortbestaan en levend houden van de
elwetritschen-sagen en -vertellingen inzetten. De oudste is het "Elwetrittche-Verein e.V." van 1982 in Landau.
In Pirmasens bestaat een "Elwetritsche-Akademie", en in Dahn is er een "Fachhochschule für Tritschologie" die tot doel heeft
"de omvangrijke kennis over elwetritschen aan alle geïnteresseerde mensen verder te geven, hen het gevoel voor waarheidsvinding
bij te brengen, en zo de voorwaarden voor een gelukkig en tevreden leven in geloof en humor te creëren".